# Osmia maxillaris
Osmia maxillaris är en biart som beskrevs av Morawitz 1875. Osmia maxillaris ingår i släktet murarbin, och familjen buksamlarbin.

## Underarter
Arten delas in i följande underarter:
- O. m. dinazade
- O. m. maxillaris
- O. m. scheherazade